# Starkstrom
Der Begriff Starkstrom ist nicht einheitlich definiert.

## Deutschland
In Deutschland wurden bis zum Jahr 2000 in den VDE-Vorschriften als Starkstromanlagen alle ein- oder mehrphasigen Installationen unterhalb 1000 V bezeichnet, die keine Kleinspannungsanlagen (umgangssprachlich Schwachstromanlagen) waren.
In neueren VDE-Vorschriften werden Anlagen unter 1000 V jedoch als Niederspannungsanlagen bezeichnet; nur noch Normen für Anlagen mit über 1000 V Nennspannung verwenden seither den Begriff Starkstromanlagen.
Demgegenüber benennt die Norm DIN 276 zur Ermittlung von Baukosten als Starkstromanlagen sämtliche elektrischen Anlagen, die nicht ausschließlich der Signalübertragung dienen.

## Schweiz
In der Schweiz werden gemäß Art. 2 EleG Starkstromanlagen als «solche angesehen, bei welchen Ströme benutzt werden oder auftreten, die unter Umständen für Personen oder Sachen gefährlich sind.»

## Umgangssprache
Die Haushalte in Deutschland und vielen anderen Ländern werden heute üblicherweise mit (Niederspannungs-)Drehstromanlagen ausgestattet. Das zugehörige (Niederspannungs-)Dreiphasenwechselstromnetz wird umgangssprachlich auch als Kraftnetz und der übertragene Strom als Kraftstrom bezeichnet.
Außerdem wird in der Umgangssprache der Dreiphasenwechselstrom oft als Starkstrom bezeichnet, was allerdings nicht korrekt ist.